# Orgel von St. Bartholomäus (Mittelnkirchen)

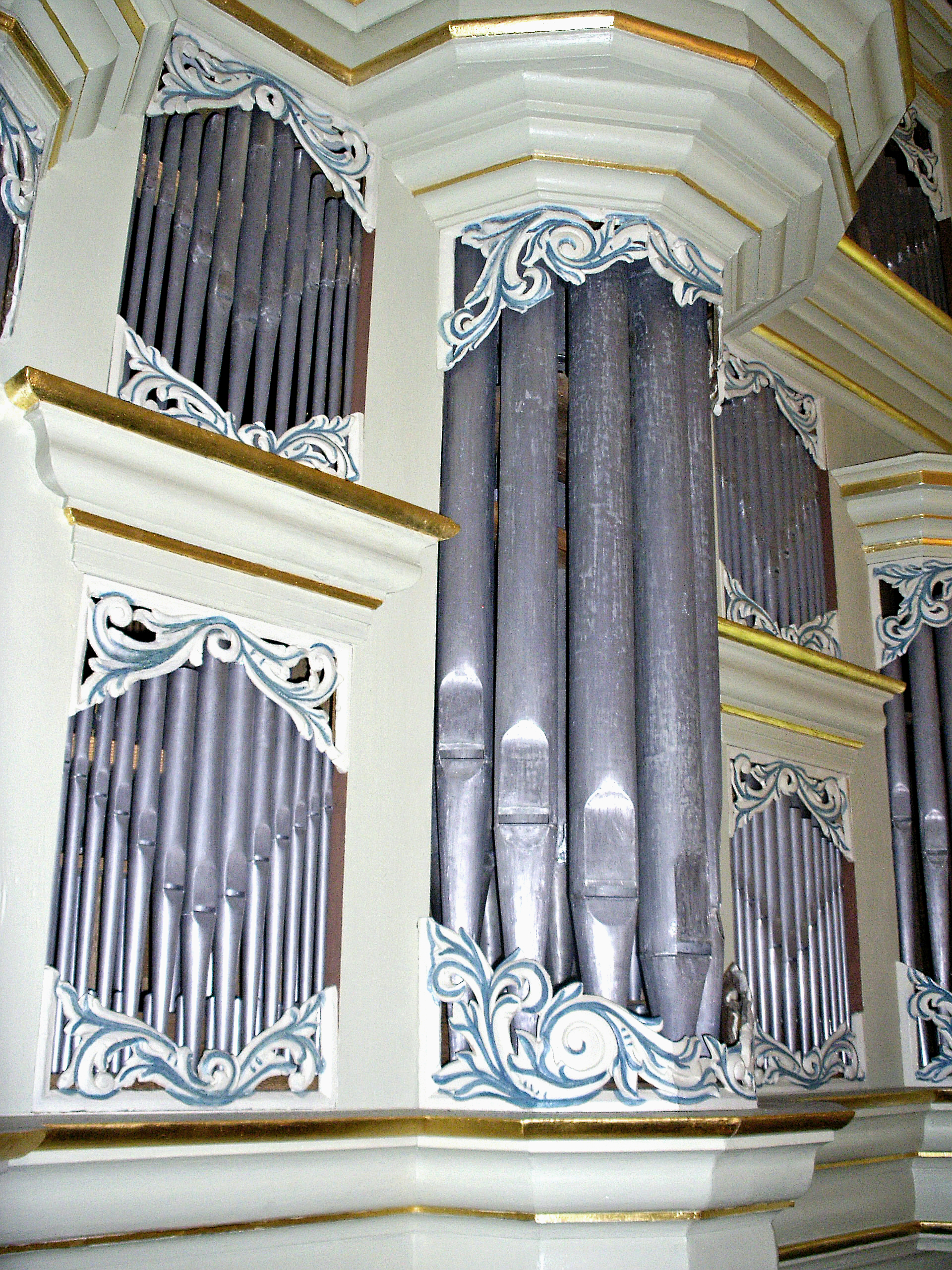
Brustwerk: Mittelturm und seitliche Flachfelder

Die Orgel von St. Bartholomäus in Mittelnkirchen im Alten Land bei Stade wurde 1688 von Arp Schnitger und 1753 von Johann Matthias Schreiber erbaut und verfügt heute über 30 Register auf zwei Manualen und Pedal.

## Baugeschichte

### Vorgängerinstrument im 16. Jahrhundert
In der zweiten Hälfte des 16. Jahrhunderts erhielt die Kirche an der Nordseite die erste einmanualige Orgel mit 13 Registern und zwei Transmissionen für den Untersatz 16′ und das Cornet 2′ im ansonsten angehängten Pedal. Wie sich aus den noch erhaltenen Bleipfeifen ablesen lässt, stammte der unbekannte Orgelbauer vermutlich aus Hamburg oder Buxtehude. Der ursprüngliche Umfang der Klaviaturen des Renaissance-Instruments umfasste FGA-g2a2. Aus dem Jahr 1565 ist die Jahresrechnung eines Kalkanten überliefert, der für das Bälgetreten („vor belgenn tho treden“) entlohnt wurde.

### Erweiterung durch Schnitger 1688

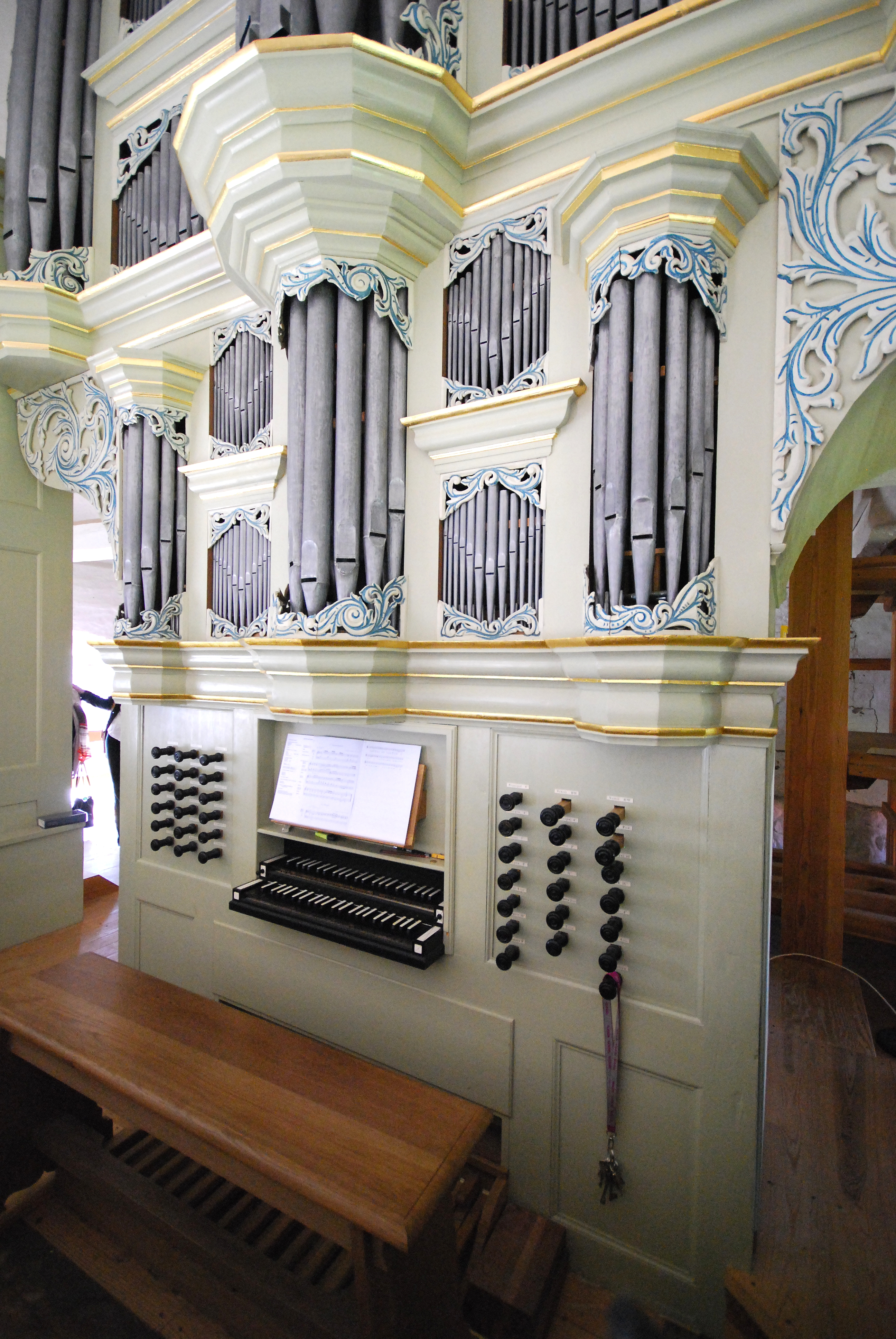
Spieltisch mit Brustwerk

Arp Schnitger reparierte die alte Orgel und baute sie durch ein neues Brustwerk mit acht Registern zu einem zweimanualigen Instrument um. Zudem verlieh er dem Werk durch eine neue 8-Fuß- sowie eine 16-Fuß-Trompete größere Gravität. In Mittelnkirchen ist die einzige Dorforgel mit einer originalen Manual-16′-Trompete aus dem norddeutschen Barock erhalten. Schnitgers Disposition wies 21 Register auf und lautete wie folgt:
| I Im Werk CDEFGA–c3 |     |
| Principal           | 08′ |
| Untersatz           | 16′ |
| Hohlfloite          | 08′ |
| Octav               | 04′ |
| Gedact              | 04′ |
| Nassat              | 03′ |
| Octav               | 02′ |
| Waldfloite          | 02′ |
| Mixtur IV           |     |
| Cimbel III          |     |
| Trommet             | 16′ |
| Trommet             | 08′ |
| Cornet              | 02′ |

| II In der Brust CDEFGA–c3 |       |
| Gedact                    | 8′    |
| Blockfloite               | 4′    |
| Octav                     | 2′    |
| Gemshorn                  | 2′    |
| Quinta                    | 1 ⁄2′ |
| Sesquialtera II           |       |
| Scharff III               |       |
| Regal                     | 8′    |

### Erweiterung durch Johann Matthias Schreiber 1750–1753

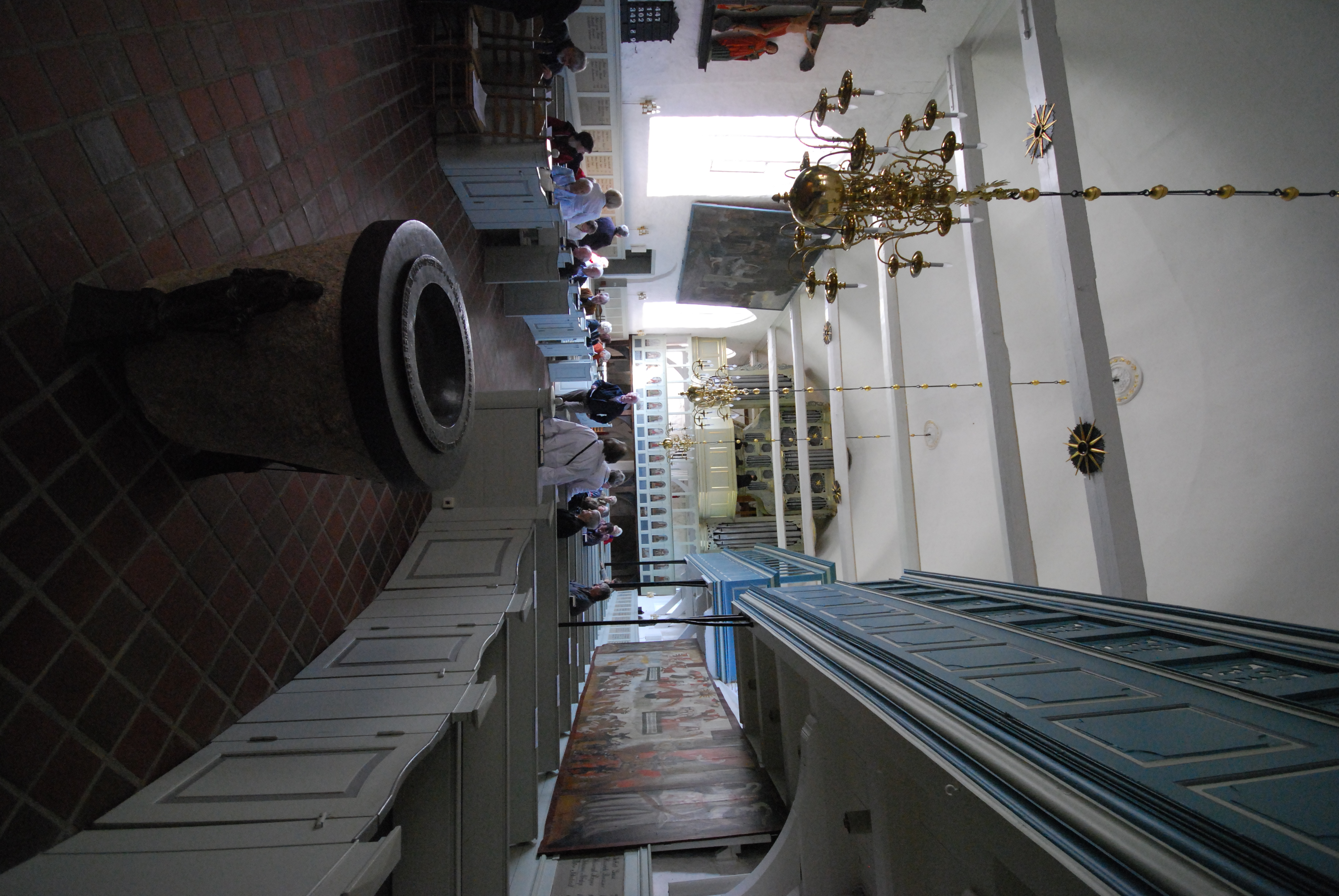
Stellung der Orgel auf der Westempore

1750 verpflichtete sich Jacob Albrecht (Lamstedt) vertraglich, die Orgel in einem  neuen Gehäuse auf die Westempore zu versetzen und um ein selbstständiges Pedal in zwei freistehenden Türmen zu erweitern, zog sich 1751 aber aufgrund seiner Verschuldung in Steinkirchen und anderer Aufträge in Osten und Cadenberge aus dem Vertrag zurück. Sein Geselle Johann Matthias Schreiber (Glückstadt) führte die Arbeiten an seinem Erstlingswerk aus und vollendete im Sommer 1753 die Umbaumaßnahmen. Im Zuge dieses Erweiterungsumbaus entfernte er aufgrund der neuen und größeren Windladen die kurze Oktave und ergänzte die fehlenden Basstöne mit Ausnahme von Cis. Auf der neuen Hauptwerkslade fand eine Vox humana ihren Platz. Die Pfeifen im Prospekt verwendete Schreiber für die beiden Octav-Register des Pedals, fertigte neue Prospektpfeifen für das Hauptwerk an und ergänzte das Brustwerk um einen 4-Fuß-Prinzipal, wodurch es das Aussehen eines Rückpositivs erhielt. Die heutige einheitliche Gestalt der Orgel geht auf Schreiber zurück. Die farbliche Fassung erfolgte 1755 durch Elias Martin Holtermann aus Stade.

### Spätere Arbeiten
Im Jahr 1763 bewilligte das Konsistorium in Stade 100 Reichstaler zur „Besserung der Orgel“, ohne dass nähere Angaben gemacht werden. 1772 überholte Jürgen Dietrich Fortriede (Neuenfelde) das Werk. Georg Wilhelm Wilhelmy (Stade) nahm 1777 und 1803 Reparaturen und kleine Dispositionsänderungen vor. Auch wurde 1803 das Windwerk von sechs auf vier Bälge reduziert. 1844 ist eine große Reparatur vonseiten Philipp Furtwänglers (Elze) bezeugt, durch den weitere Stimmen ausgetauscht wurden.

### Restaurierungen
Erste Restaurierungsversuche erfolgten in den Jahren 1935/1936 durch P. Furtwängler & Hammer (Hannover) und 1956/1957 durch Paul Ott (Göttingen). Aus heutiger Sicht gelten die Eingriffe in die historische Substanz als unangemessen, da ein zu niedriger Winddruck angenommen wurde und infolgedessen Veränderungen an den Labien vorgenommen, teils neue Pfeifenfüße und Kerne angefertigt und bei den Zungenstimmen Kehlen, Becher und Zungen verändert oder erneuert wurden. Erst durch Rudolf von Beckerath Orgelbau (1991/1992), der die bisherigen Maßnahmen rückgängig machte und alle verlorenen Register rekonstruierte, wurde das Instrument wieder konsequent in seinen barocken Zustand versetzt. Zwei Zungenregister mussten allerdings vakant bleiben. 2010/2011 führte Bartelt Immer weitere Restaurierungsarbeiten durch (Windanlage, Traktur, Umintonation der Zungenregister).

## Disposition seit 1992
| I Hauptwerk CD–c3 |      |      |
| Principal         | 08′  | MS   |
| Quintadena        | 16′0 | MS   |
| Hohlfloite        | 08′  | V    |
| Octav             | 04′  | V    |
| Gedact            | 04′  | U/MS |
| Nahsat            | 03′  | U    |
| Octav             | 02′  | V    |
| Rauschpfeife II0  |      | MS/B |
| Mixtur IV         |      | B    |
| Cimbel III        |      | B    |
| Tromet            | 16′  | S/B  |
| Tromet            | 08′  | S/B  |
| Vox humana        | 08′  | MS/B |

| II Brustwerk CD–c3 |       |         |
| Principal          | 04′0  | MS      |
| Gedackt            | 08′   | S/B     |
| Blockfloite        | 04′   | B/S     |
| Waldhorn           | 02′   | B       |
| Octav              | 02′   | S       |
| Qinta              | 1 ⁄2′ | S       |
| Sesquialtera II0   |       | S       |
| Scharff III        |       | S       |
| Crombhorn          | 08′   | [ A 1 ] |

| Pedal CD–d1 |      |         |
| Principal   | 16′0 | MS      |
| Subbaß      | 16′  | B       |
| Octav       | 08′  | V       |
| Octav       | 04′  | V       |
| Quinta      | 03′  | B       |
| Nachthorn0  | 02′  | B       |
| Mixtur IV   |      | B       |
| Posaun      | 16′  | MS/B    |
| Tromet      | 08′  | B       |
| Cornet      | 02′  | [ A 1 ] |

Anmerkungen
V = Ältester Pfeifenbestand, teils aus der Vorgängerorgel (16. Jh.)
U = Unbekannt (17./18. Jahrhundert)
S = Arp Schnitger (1688)
MS = Matthias Schreiber (1750–1753), unter Verwendung älterer Register
B = Rudolf von Beckerath (1991–1992)
- Koppeln: Manual-Schiebekoppel (Schnitger)
- 2 Tremulanten
- 2 Cimbelsterne

Anmerkungen
1. 1 2  Vakant.

## Technische Daten
- 30 Register, 41 Pfeifenreihen
- Windversorgung:

  - 4 Keilbälge
  - 3 Sperrventile
  - Winddruck: 75 mmWS
- Traktur:
  - Tontraktur: Mechanisch
  - Registertraktur: Mechanisch
- Stimmung:
  - Wohltemperierte Stimmung (Werckmeister)
  - Tonhöhe ca. 1⁄2 Ton über a1 = 440 Hz

## Aufnahmen/Tonträger
- Vollständigkeit anstrebende Diskografie.